# 八丈島地熱発電所
八丈島地熱発電所（はちじょうじまちねつはつでんしょ）は、東京都八丈町にあった東京電力パワーグリッドの地熱発電所。TEPCO八丈島地熱館を併設していた。2019年（平成31年）3月29日付けで廃止。かつては、風力発電設備もあり、八丈島地熱・風力発電所（はちじょうじまちねつ・ふうりょくはつでんしょ）と称した。

## 概要
地熱発電所は1999年（平成11年）3月運転開始、2019年（平成31年）3月廃止。風力発電所は2000年（平成12年）3月運転開始、2014年（平成26年）3月廃止。二種類の発電所が同じ敷地内にある日本初のケースであった。また東京電力が持つ初めての地熱発電所であった。
風力発電機で発電された電気は、タワーの下部に設置されたインバータにより、交流400V・50Hzに変換後、変圧器で6,600Vまで昇圧され、同じ敷地内の地熱発電所に送られた。そして地熱発電所で発電される電気と併せて約12km離れた八丈島内燃力発電所（ディーゼル発電）に送られた後、島内に配電されていた。運転については、両発電設備とも内燃力発電所から遠方監視制御を行っていた。
また、地熱発電所から周辺の温室団地へ12月～3月の間、温水を供給し温室内の暖房として利用されている。
2022年、オリックスによる新たな地熱発電所が稼働開始する予定となっていたが、同年現在では坑井掘削・試験中であり、2024年に運転開始予定と告知されている。

## 発電設備

### 地熱発電設備
- 定格出力：3,300kW[5]
- 生産井：2本　深度 1,650mおよび960m（調査井より転用）
- 還元井：1本　深度 100m
- 硫化水素除去設備：水酸化マグネシウム吸収法
- 営業運転開始：1999年3月
- 廃止：2019年3月

### 風力発電設備
- 定格出力：500kW × 1基（ドイツ エネルコン社製）[6]
- 発電開始風速：2.4m/s
- 定格出力風速：14m/s
- 発電停止風速：25m/s
- 営業運転開始：2000年3月
- 廃止：2014年3月